# Megametopon piperatum
Megametopon piperatum är en fjärilsart som beskrevs av Alphéraky 1892. Megametopon piperatum ingår i släktet Megametopon och familjen mätare. Inga underarter finns listade i Catalogue of Life.